# Amīr Bostāq
Amīr Bostāq (persiska: امير بستاق, اَمير موسَ) är en ort i Iran.   Den ligger i provinsen Zanjan, i den nordvästra delen av landet, 220 km väster om huvudstaden Teheran. Amīr Bostāq ligger 1 892 meter över havet och antalet invånare är 233.
Terrängen runt Amīr Bostāq är huvudsakligen kuperad, men den allra närmaste omgivningen är platt. Amīr Bostāq ligger nere i en dal.Runt Amīr Bostāq är det ganska tätbefolkat, med 80 invånare per kvadratkilometer. Närmaste större samhälle är Abhar, 19,8 km nordost om Amīr Bostāq. Trakten runt Amīr Bostāq består i huvudsak av gräsmarker.